# Where the West Begins (1919)
Where the West Begins is een Amerikaanse western uit 1919 onder regie van Henry King.

## Verhaal
De New Yorkse miljonair Luther Caldwell doet een beroep op Cliff Redfern, de ploegbaas van zijn boerderij in Montana. Hij vraagt hem zijn neerslachtige zoon Ned mee te nemen naar het Wilde Westen om zijn zinnen te verzetten. Zijn zus Prudence vindt Redfern onbehouwen en ze helpt Ned om hem te ontwijken. Uiteindelijk gaan ze samen met de trein en daar beurt Redfern hem op met zijn sterke verhalen. Redfern telegrafeert de arbeider McCann om een veediefstal in scène te zetten, maar McCann ziet zijn kans schoon om het vee te stelen en de schuld in de schoenen van Redfern te schuiven. Wanneer Prudence hem openlijk beschuldigt, neemt Redfern haar mee op zijn paard en hij gaat de dieven achterna. Na de vangst van McCann worden Prudence en Redfern verliefd.

## Rolverdeling
| Acteur          | Personage          |
| --------------- | ------------------ |
| William Russell | Cliff Redfern      |
| Eileen Percy    | Prudence Caldwell  |
| Cullen Landis   | Ned Caldwell       |
| Frederick Vroom | Luther Caldwell    |
| Carl Stockdale  | Gunner McCann      |
| Al Ferguson     | Blackthorn Kennedy |